# Softly as a Summer Breeze
Softly as a Summer Breeze est un album de Jimmy Smith.

## Description
Softly as a Summer Breeze est album un peu oublié dans la discographie de Jimmy Smith à cause d’une conception et sortie un peu chaotique. En effet, le matériau présent sur ce disque provient de deux sessions différentes ne comportant pas les mêmes musiciens réalisées le 26 février et le 14 octobre 1958. Blue Note ne sortira l’album qu’en 1965 probablement à cause de la grande quantité d’enregistrements de l’organiste. En 2004 sort une version remasterisée par Rudy Van Gelder qui contient quatre pistes bonus avec le chanteur Bill Henderson.

## Pistes
1. These Foolish Things (Strachey, Marvell & Link) (5:27)
2. Hackensack (Monk) (5:58)
3. It Could Happen To You (Burke & Van Heusen) (6:16)
4. Sometimes I’m Happy (Youmans & Caesar) (8:20)
5. Someone To Watch Over Me (G.Gershwin & I.Gershwin) (6:29)
6. Home Cookin' (Silver) (4:46)
7. Willow Weep For Me (Ronnell) (3:24)
8. Ain’t No Use (Wyche & Kirkland) (2:40)
9. Angel Eyes (Dennis & Brent) (3:25)
10. Ain’t That Love (Charles) (2:46)

## Musiciens
- Jimmy Smith – Orgue Hammond
- Kenny Burrell – Guitare (pistes 1 à 4)
- Eddie McFadden – Guitare (pistes 5 et 6)
- Ray Crawford – Guitare (pistes 7 à 10)
- Philly Joe Jones – Batterie (pistes 1 à 4)
- Donald Bailey – Batterie (pistes 5 à 10)
- Bill Henderson – Chant (pistes 7 à 10)